# Arisaema auriculatum
Arisaema auriculatum är en kallaväxtart som beskrevs av Samuel Buchet. Arisaema auriculatum ingår i släktet Arisaema och familjen kallaväxter. Inga underarter finns listade.